# 菊川神社
菊川神社（きくがわじんじゃ）は、静岡県菊川市堀之内にある神社。

## 概要
菊川市町部地区の15自治会の氏子により管理され、毎年10月第3土曜・日曜には打上地区の鹿嶋神社と合同で祭典が催される。
テレビ塔建設のため移設されて以来鳥居のない神社であったが、2006年に鳥居が再建された。

## 氏子
以下に示す15自治会が氏子となっている。
- 1丁目（いっちょうめ）
- 2丁目（にちょうめ）
- 3丁目（さんちょうめ）
- 4丁目（よんちょうめ）
- 宮前（みやまえ）
- 日吉町（ひよしちょう）
- 柳町（やなぎちょう）
- 新通（しんどう）
- 初咲町（はつざきちょう）
- 西通り（にしどおり）
- 緑ヶ丘（みどりがおか）
- 日之出町1丁目（ひのでちょういっちょうめ）
- 日之出町2丁目（ひのでちょうにちょうめ）
- 東町（あずまちょう）
- 栄町（さかえちょう）

※ 日之出町2丁目は六郷小学校区、ほかは堀之内小学校区。

※ 柳町と日之出町2丁目は菊川東中学校区、ほかは菊川西中学校区。

※ 東町と栄町は合同で活動することが多く、あわせて東栄町（とうえいちょう）と称する。

## 沿革
- 1956年（昭和31年） - 町村合併による菊川町発足を記念して、滋賀県の多賀大社からの分祀により建立。
- 1966年（昭和41年） - 菊川中継局（テレビ塔）建設のため東隣に移転。
- 2006年（平成18年） - 鳥居を再建。